# Art mycénien

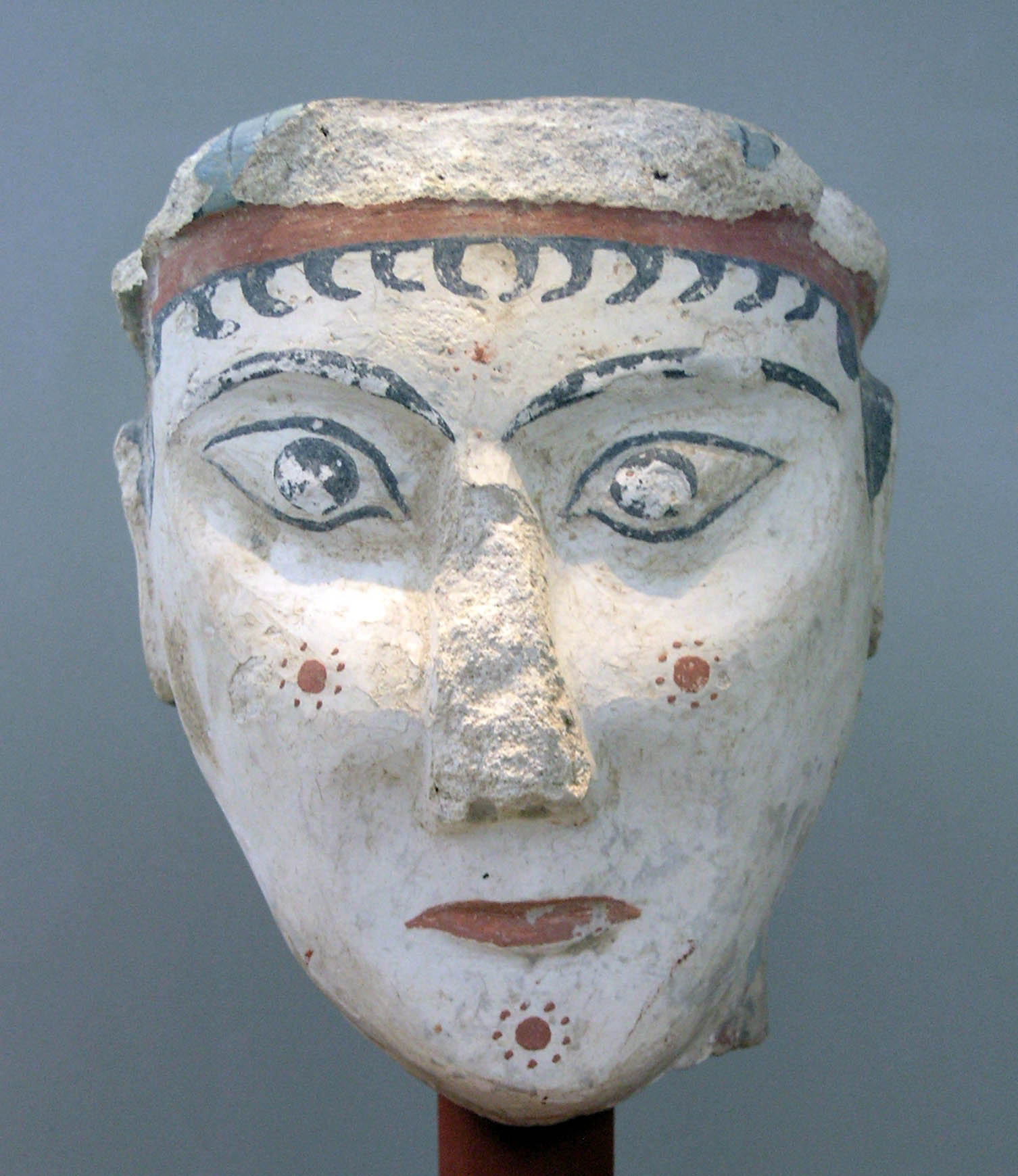
Tête de plâtre peint provenant de Mycènes

L'art mycénien  est un courant artistique de l'antiquité grecque estimé entre 1630 et 1200 avant Jésus-Christ. Cette période, appelée empire mycénien, est caractérisée par une grande prospérité et par une uniformité de culture considérable dans les vastes zones contrôlées désormais par les Mycéniens. La Crète fait partie de cet ensemble mais n'a jamais été totalement absorbée par celle de Mycènes.

## Contextes historique et socioculturel

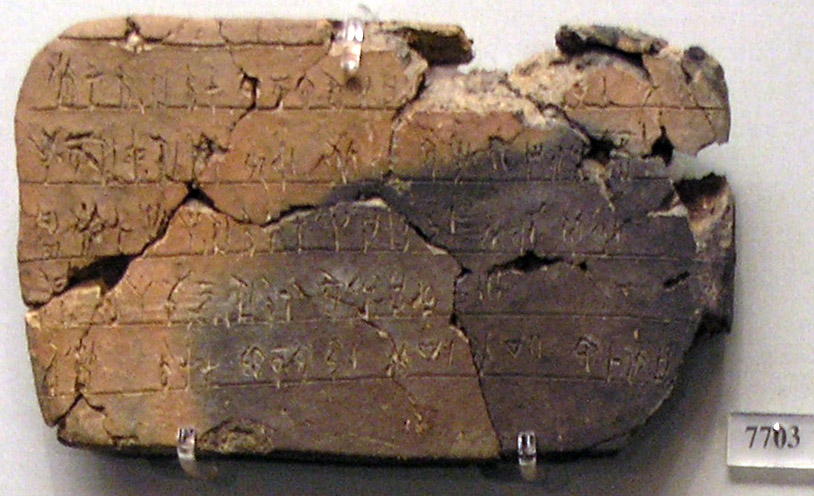
Tablette inscrite en linéaire B,, Musée national archéologique d'Athènes

À l'Helladique Moyen (2000-1550 av. J.-C.), le continent grec était une région arriérée, isolée de ses voisins.
La chute de la civilisation minoenne correspond à l'émergence de la civilisation mycénienne qui impose sa suprématie sur la mer Égée.
Sur le continent grec, le passage de l'Helladique Moyen à l'Helladique Récent ou Mycénien (les termes sont synonymes), bien que pacifique, a une portée considérable : cela coïncide avec le moment où une communauté relativement arriérée devient un peuple presque aussi civilisé que les Crétois qui lui servent de modèle. 
Le matériel funéraire permet de distinguer trois catégories d'objets : les œuvres purement crétoises, les œuvres exécutées par des Crétois pour les clients et maîtres mycéniens et les œuvres mycéniennes. On ignore comment les seigneurs de Mycènes se sont trouvés soudain en mesure d'importer des œuvres d'art et peut-être des esclaves-artisans de Crète.
Il faut donc désormais étudier ensemble les trois cultures distinctes : Minoenne, Cycladique et Helladique.

## Architecture

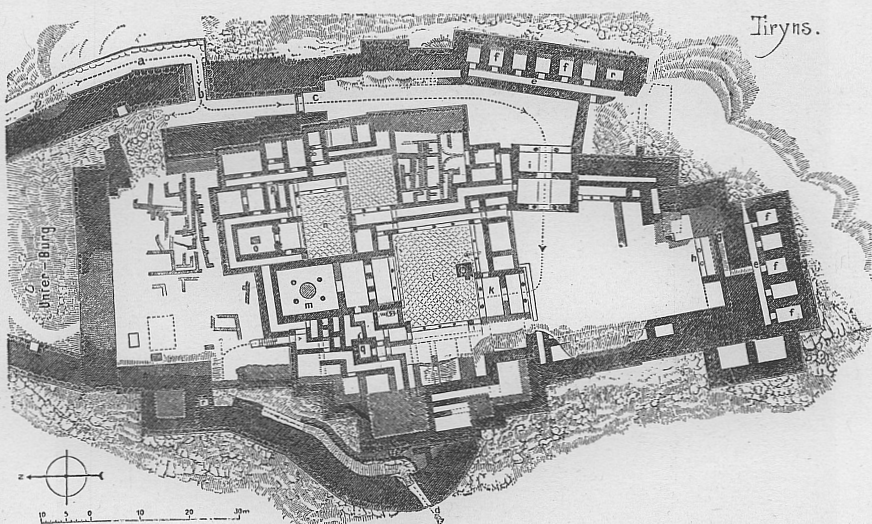
Plan du palais de Tirynthe

Contrairement à la civilisation minoenne qui privilégiait les espaces et un art empreint de joie de vivre, l'art mycénien, se caractérise par son aspect massif et militaire. D'imposantes citadelles solidement fortifiées de murs d'enceinte faits d'énormes blocs de pierre sont édifiées et témoignent du souci de défense des bâtisseurs. L'appareil en est qualifié de « cyclopéen». 
Les palais de plus petite dimension sont conçus sur un plan assez rigide, autour d'une ou de plusieurs unités que les archéologues appellent mégaron, la grande salle centrale autour de laquelle s'articule l'architecture.

## Fresques et peintures

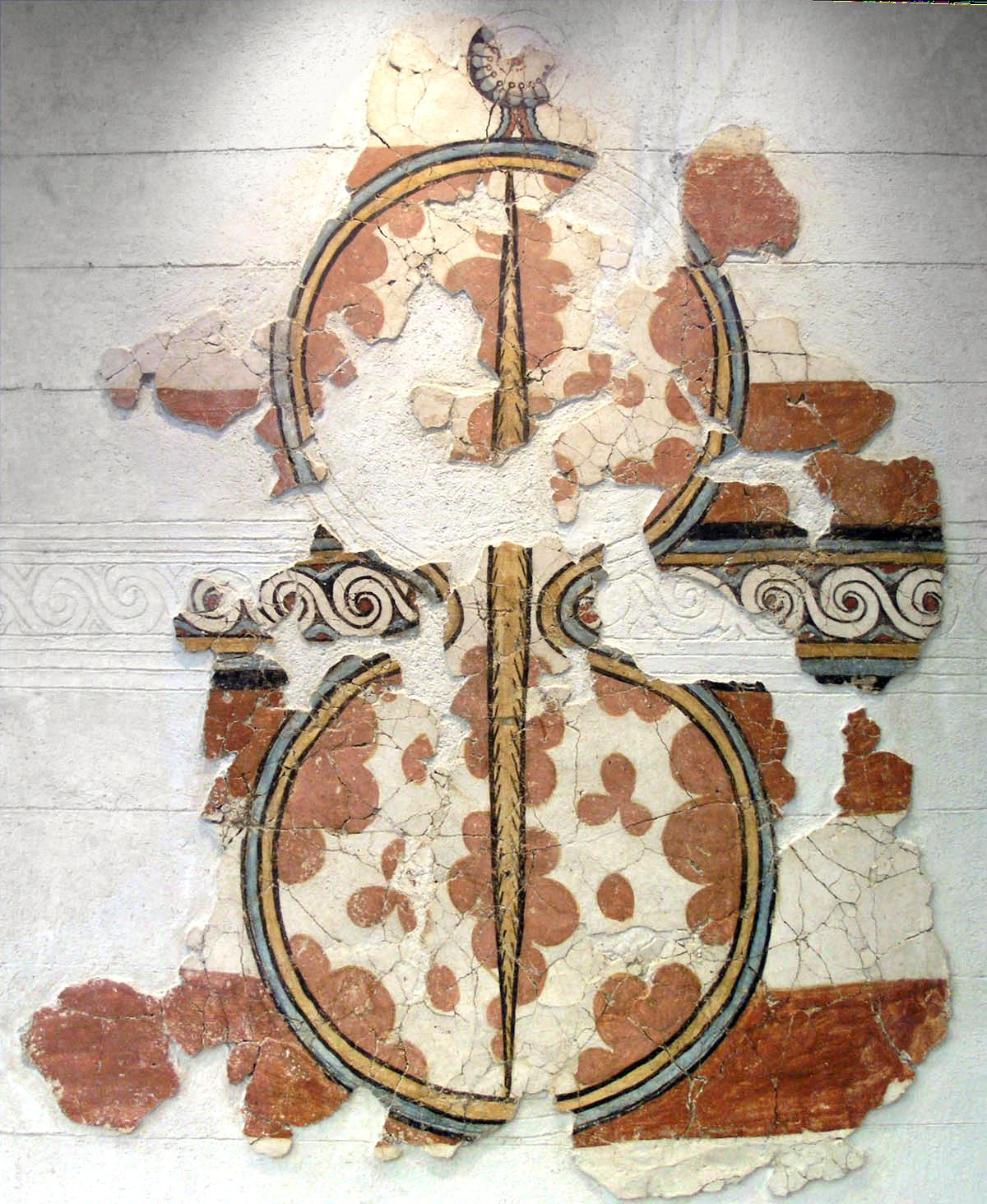
Fresque de Mycènes représentant un bouclier symbole de la déesse de la guerre, Musée national archéologique d'Athènes

La dette des fresques mycéniennes envers la Crète est totale sur le plan technique et grande sur le plan stylistique, mais les artistes de Mycènes ne possèdent pas la gaieté et la spontanéité de leurs maîtres et préfèrent un style plus monumental. Leurs thèmes favoris sont les processions religieuses héritées de l'art crétois et les scènes de guerre et de chasse qui constituent, en revanche, une innovation. 

## Sculpture

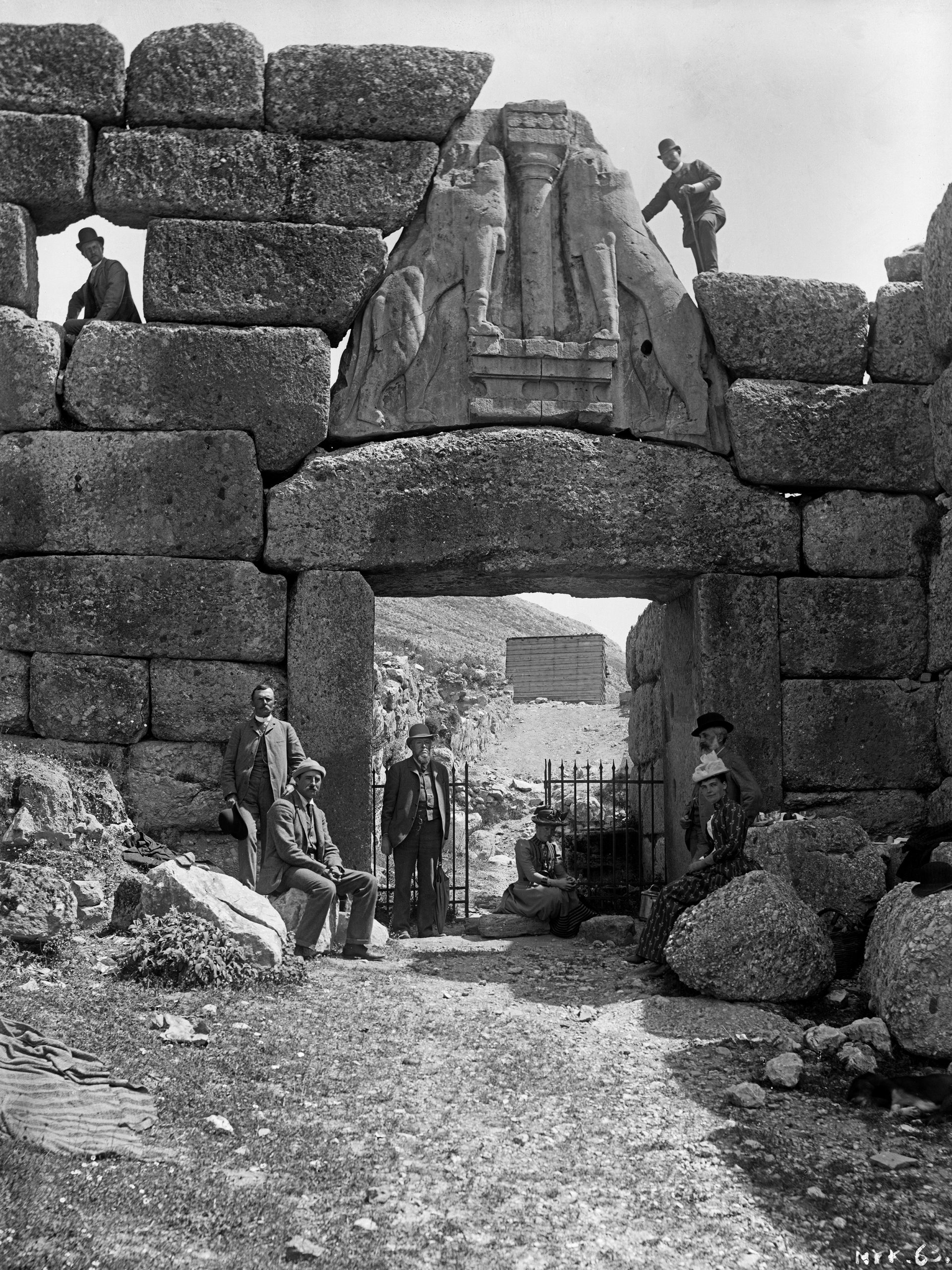
Heinrich Schliemann et Wilhelm Dörpfeld devant la porte des Lionnes, vers 1885

Sur le continent grec, des reliefs de pierre furent sculptés. 
Les plus anciens sont les stèles funéraires de calcaire érigées à Mycènes sur les tombes à fosse. On a relevé au total treize stèles funéraires sculptées et sept à neuf lisses (surement peintes autrefois). Les thèmes sont des scènes de char et de guerre très vivantes mais sommaires, agrémentées de spirales enchaînées.
Cette iconographie n'est pas nouvelle : elle figure sur les sceaux crétois et a probablement été transmise par les sceaux gravés ou les ivoires sculptés. L'innovation réside dans le fait que le génie mycénien, et non crétois, a réussi à transposer un thème miniature dans la sculpture monumentale.
La porte des Lionnes représente deux lions héraldiques affrontés de part et d'autre d'une colonne. Leurs pattes antérieures et la colonne reposent sur deux autels placés à côte à côte. Leurs têtes, sculptées séparément et fixées à l'origine par les chevilles ont disparu. Le thème et la composition sont crétois mais leur adaptation à la sculpture monumentale est une création spécifiquement mycénienne. Les deux félins marquent l'entrée du palais.

## Céramique

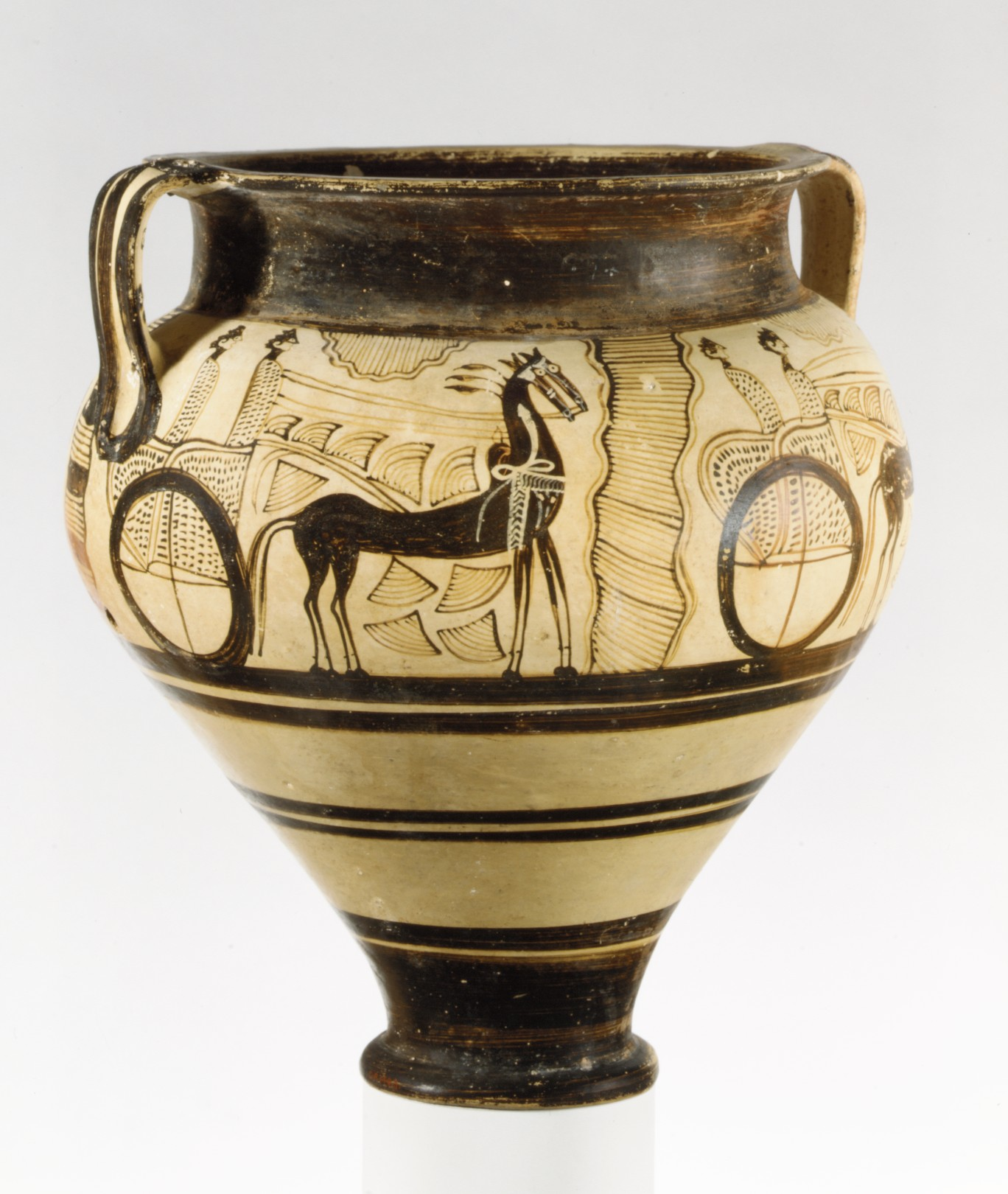
Cratère mycénien décoré d'une procession en char. H. 36,7 cm.
Vers 1375–1350. The Met

Elle s'inspire souvent de l'art crétois et use de motifs végétaux et marins, mais pas uniquement.
Les formes de la vie marine sont presque toutes représentées : poulpes, argonautes, dauphins, poissons et étoiles de mer nagent sur un fond de coraux, algues, éponges et herbes folles.
La céramique de l'empire mycénien est remarquablement homogène d'un bout à l'autre de son vaste territoire. La céramique cycladique perd désormais son individualité et se fond dans un style commun qui s'étend de la Sicile et de l'Italie du sud à l'ouest aux côtes occidentales de l'Asie Mineure et du Levant à l'est. Seule la Crète occupe une place à part : le matériau est d'excellente qualité, l'argile bien raffinée est habilement tournée et cuite à température élevée.
Les vases à étrier servaient surtout à entreposer et à exporter l'huile et le vin. Cette forme d'appellation curieuse est de loin la variété la plus répandue de jarre à provision à partir de 1400 av. J.-C. La panse du vase est globulaire, piriforme ou cylindrique. Sur le dessus, une anse double en forme d'étrier est fixée sur une tige d'argile pleine qui ressemble à un faux bec. La jonction de l'anse et de la tige forme un disque. Le véritable bec, vertical, se trouve à côté de la poignée de l'étrier. Ces vases mesurent de quelques centimètres à 50 centimètres de haut. Leur nom antique, « chlareus » ou terme approchant, a été retrouvé dans les tablettes mycéniennes.

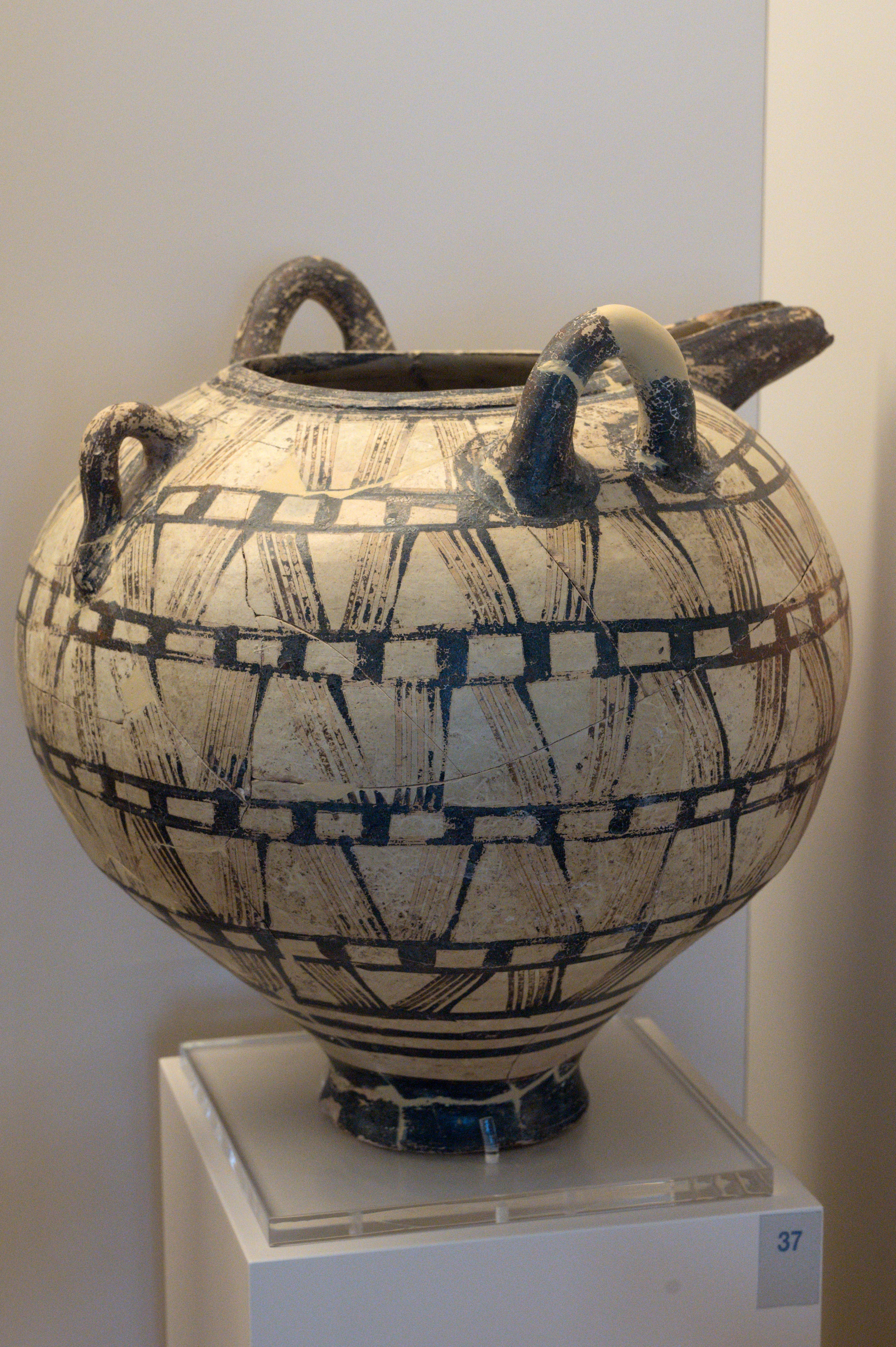
Grand vase à trois anses et bec verseur. 1500-1450. Musée archéologique de Nauplie
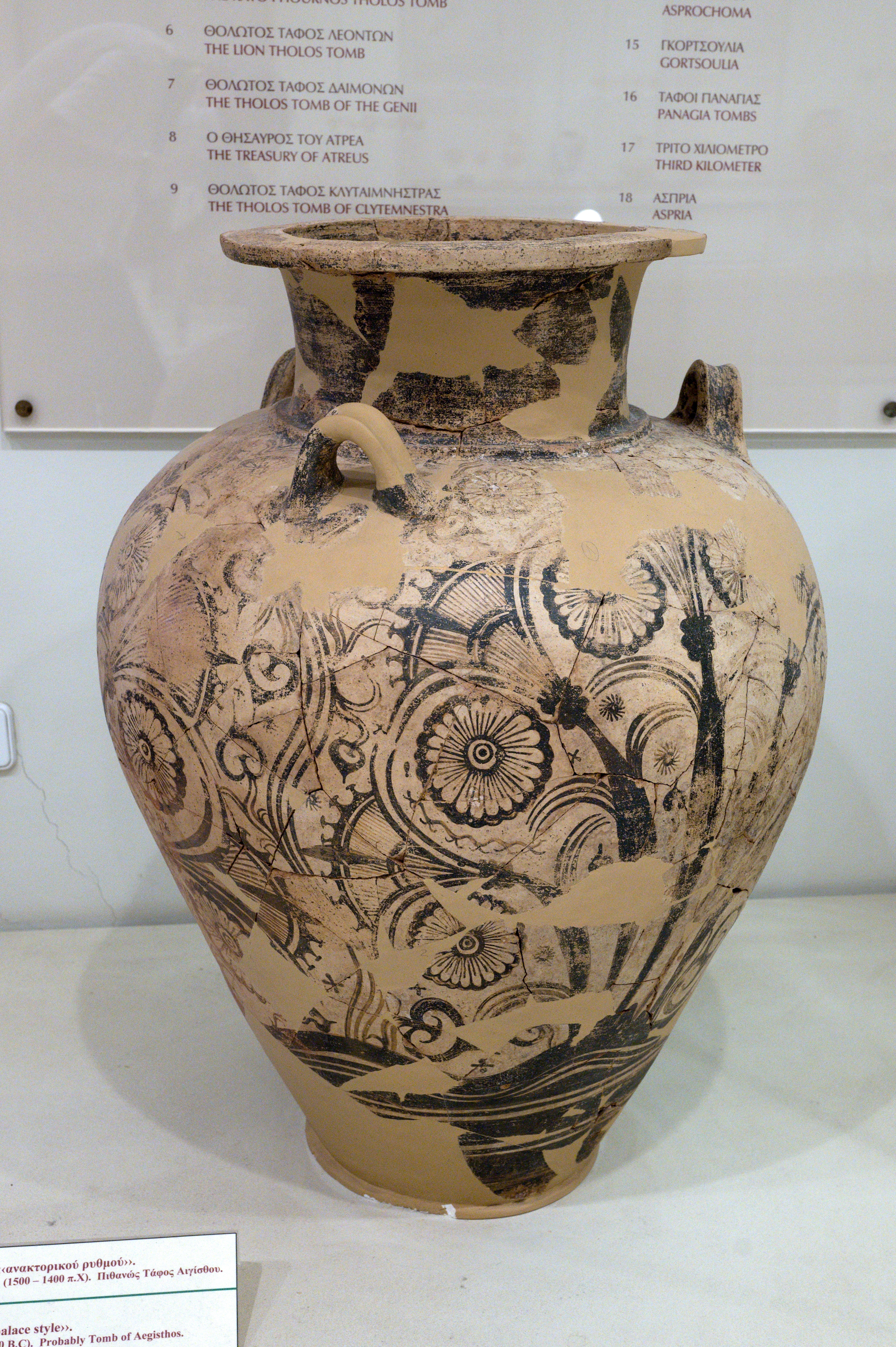
Jarre piriforme. Style palatial, Mycène, XVe siècle. Musée archéologique de Mycènes
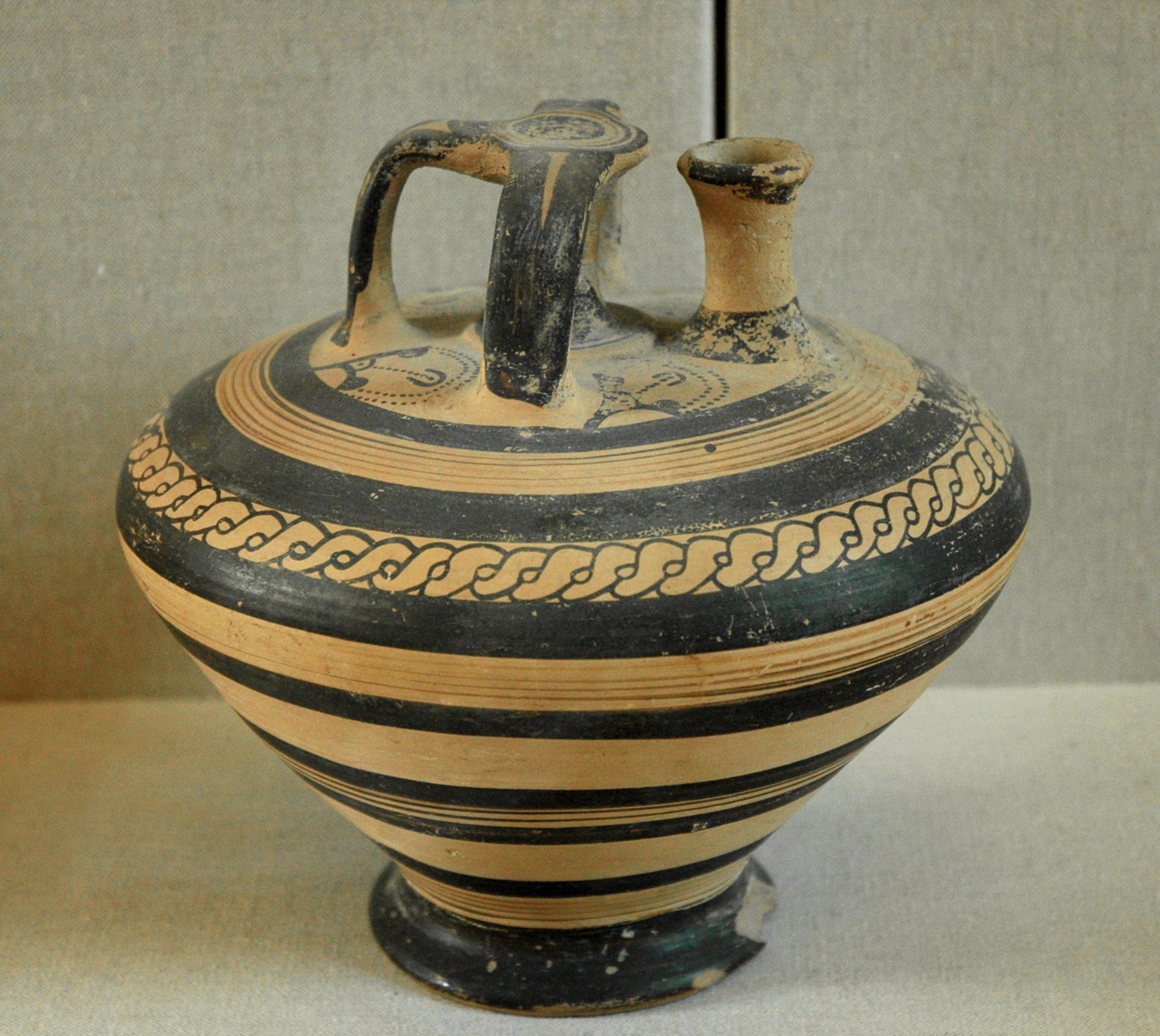
Jarre à étrier mycénien exporté à Ugarit, XIVe – XIIIe siècle av. J.-C.. Musée du Louvre
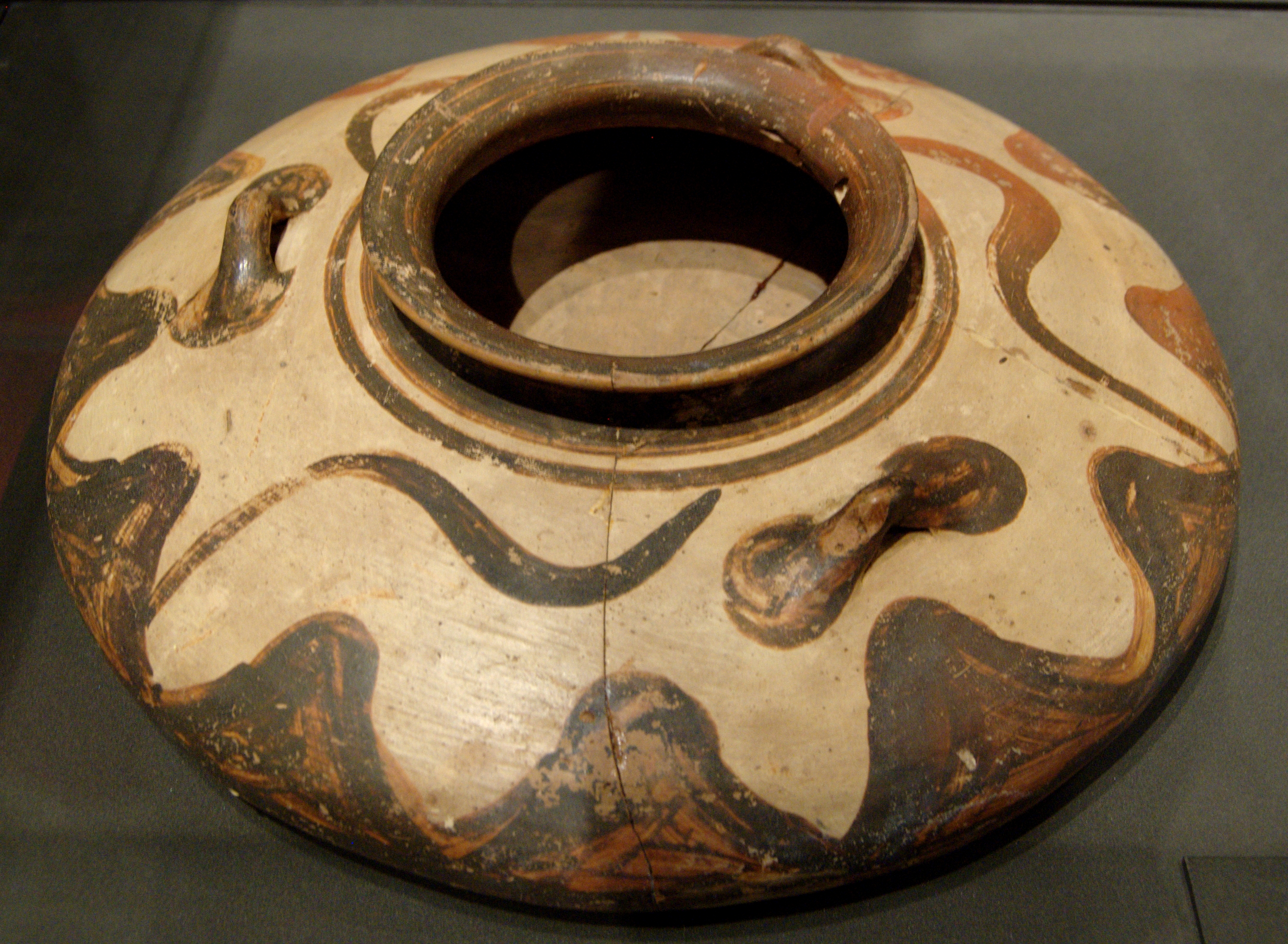
Alabastre d'Attique (?). Mycénien Récent III A1 (1400-1370 av. J.-C.). Musée du Louvre
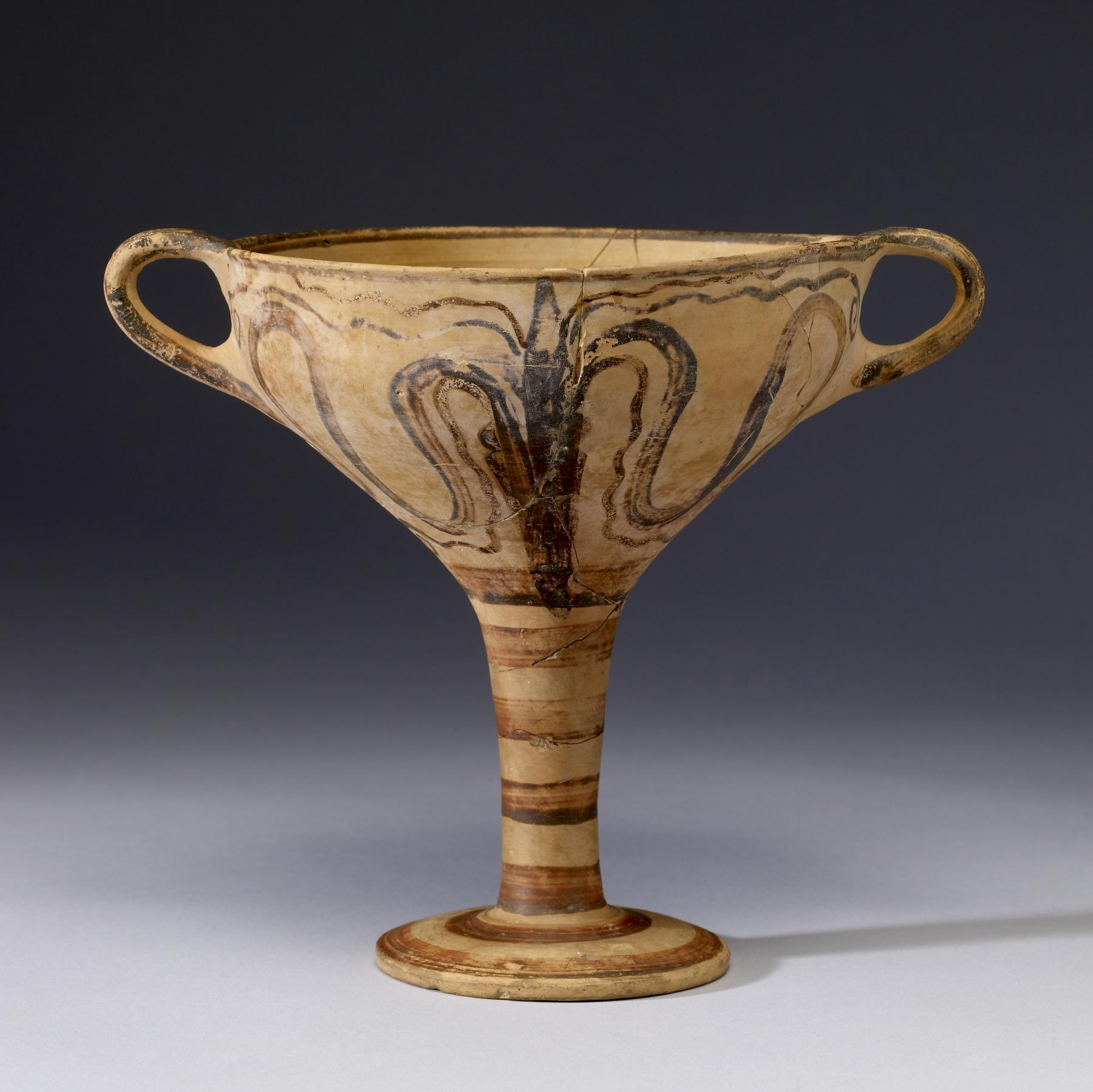
Vase à boire (kylix). Seiche étendant ses tentacules de chaque côté. Helladique récent IIIA-B; v. 1200. Walters Art Museum
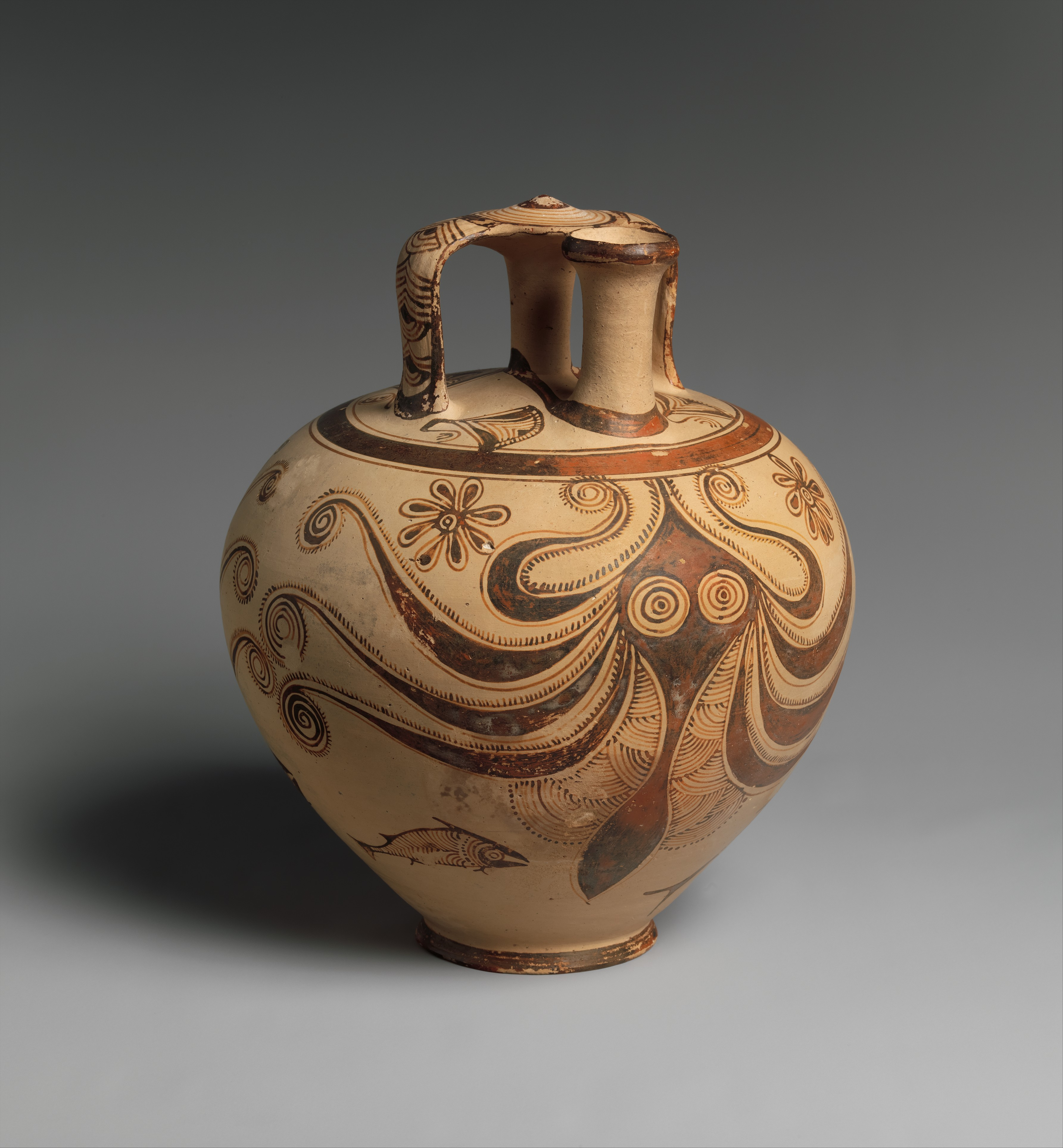
Jarre à étrier v. 1150. H. 46. Une qualité rare et éphémère à cette époque. The Met
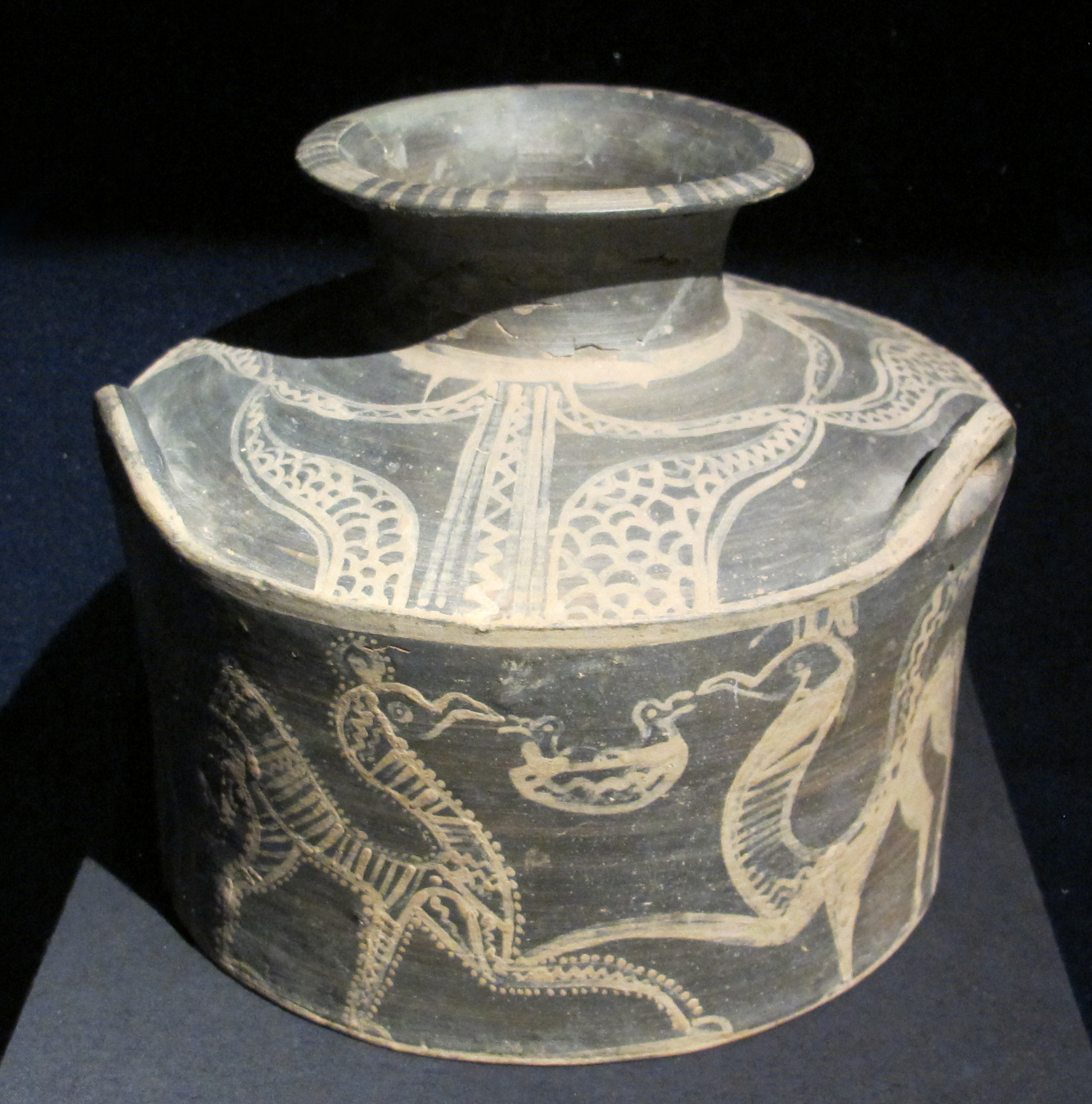
Vase de Lefkandi (Eubée). Helladique Récent IIIC, vers 1150. Des griffons nourrissent des petits dans un nid. Érétrie, musée archéologique

Un autre type de vase à provision, presque aussi populaire que le vase à étrier, est l'alabastre : c'est un pot de forme allongé, servant plus particulièrement pour les parfums ou huiles cosmétiques, et d'assez petite taille (de huit à vingt centimètres de haut environ). Il est généralement fabriqué en céramique, mais on en rencontre également en albâtre (d'où vient son nom), ou en pâte de verre. 
La céramique mycénienne survit jusqu'aux âges obscurs, vers 1015 avant J.-C.

## Orfèvrerie

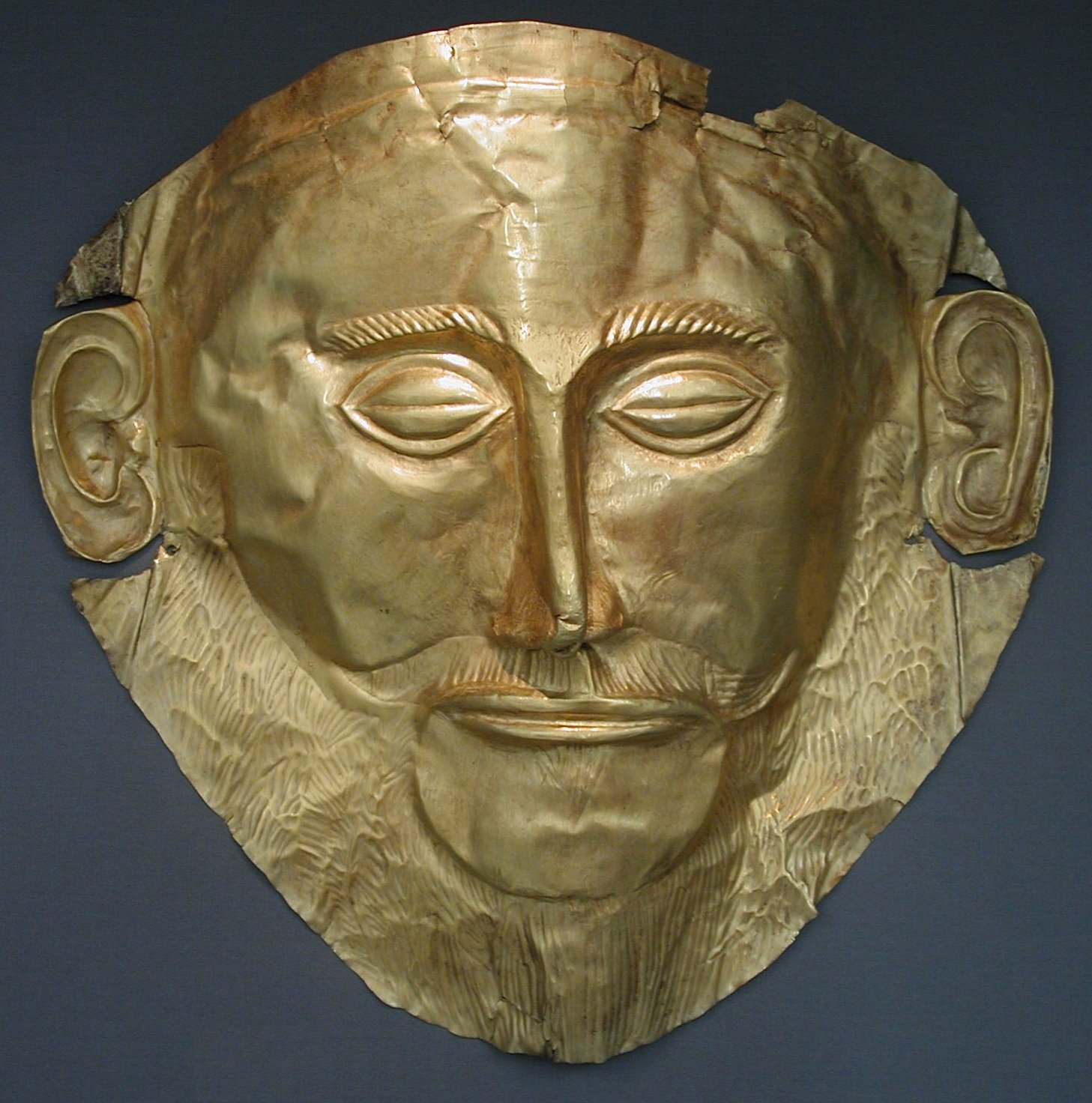
Masque mycénien en feuille d'or, improprement appelé « masque d'Agamemnon », Musée national archéologique d'Athènes

Les objets de l'époque sont souvent rudimentaires. Les masques de métal posés sur les visages des défunts figurent parmi les œuvres les plus remarquables. De très nombreux bijoux accompagnaient aussi les sépultures féminines.
Le masque d'Agamemnon vers 1600-1500 av. J.-C., les yeux sont à la fois ouverts et fermés, témoins du passage de la vie à la mort.